# Clemens Wenzel
Clemens Wenzel (ur. 23 sierpnia 1988 w Poczdamie) – niemiecki wioślarz, reprezentant Niemiec w wioślarskiej dwójce podwójnej podczas Letnich Igrzysk Olimpijskich w Pekinie.

## Osiągnięcia
- Igrzyska Olimpijskie – Pekin 2008 – dwójka podwójna – 9. miejsce[1].